# Кинг, Том
Томас Джек Кинг (англ. Thomas Jack "Tom" King; род. 8 февраля 1973, Мельбурн, Австралия) — австралийский яхтсмен, выступающий в классе гоночных яхт 470. В 2000 году завоевал золотые медали на Олимпийских играх.
По состоянию на 29 августа 2002 года Том Кинг с количеством 750 баллов занимает 107 позицию в рейтинге ISAF в классе гоночных яхт 470 среди мужчин. Самого высокого места в рейтинге (1 место) Том Кинг добивался с 12 октября 2000 года по 12 декабря 2000 года.

## Статистика

### 470
До 1996 выступал с Макман, Оуэн.
С 2000 выступает с Тернбулл, Марк
| Соревнование/Год            | 1996 | 2000 |
| --------------------------- | ---- | ---- |
| Летние Олимпийские игры     | 23   | 1    |
| Чемпионат мира в классе 470 | -    | 1    |